# Grand Prix moto de Grande-Bretagne 2025
Le Grand Prix de Grande-Bretagne 2025 est la septième manche du championnat du monde de vitesse moto 2025.
Cette 48e édition du Grand Prix moto de Grande-Bretagne se déroule du 23 mai au 25 mai sur le Circuit de Silverstone à Silverstone.

## MotoGP

### Essais

#### Essais Libres 1
| 1        | Marc Márquez      | Ducati Lenovo Team                   | 01'58.702 |         |
| 2        | Franco Morbidelli | Pertamina Enduro VR46 Racing Team    | 1'59.067  | + 0.365 |
| 3        | Álex Márquez      | BK8 Gresini Racing MotoGP            | 1'59.123  | + 0.421 |
| 4        | Marco Bezzecchi   | Aprilia Racing                       | 1'59.164  | + 0.462 |
| 5        | Jack Miller       | Prima Pramac Racing                  | 1'59.187  | + 0.485 |
| 6        | Maverick Viñales  | Red Bull KTM Tech3                   | 1'59.222  | + 0.520 |
| 7        | Fabio Quartararo  | Monster Energy Yamaha Factory Racing | 1'59.423  | + 0.721 |
| 8        | Francesco Bagnaia | Ducati Lenovo Team                   | 1'59.544  | + 0.842 |
| 9        | Álex Rins         | Monster Energy Yamaha Factory Racing | 1'59.581  | + 0.879 |
| 10       | Pedro Acosta      | Red Bull KTM Factory Racing          | 1'59.631  | + 0.929 |
| Résultat |                   |                                      |           |         |

#### Essais
| Pos.     | Pilote               | Equipe                               | Temps/Ecart |
| -------- | -------------------- | ------------------------------------ | ----------- |
| 1        | Álex Márquez         | BK8 Gresini Racing MotoGP            | 01:57.295   |
| 2        | Fabio Quartararo     | Monster Energy Yamaha Factory Racing | +0.047      |
| 3        | Jack Miller          | Prima Pramac Racing                  | +0.347      |
| 4        | Marc Márquez         | Ducati Lenovo Team                   | +0.360      |
| 5        | Marco Bezzecchi      | Aprilia Racing                       | +0.372      |
| 6        | Fabio DiGiannantonio | Pertamina Enduro VR46 Racing Team    | +0.404      |
| 7        | Francesco Bagnaia    | Ducati Lenovo Team                   | +0.408      |
| 8        | Johann Zarco         | LCR Honda Castrol                    | +0.446      |
| 9        | Álex Rins            | Monster Energy Yamaha Factory Racing | +0.524      |
| 10       | Fermín Aldeguer      | BK8 Gresini Racing MotoGP            | +0.526      |
| Résultat |                      |                                      |             |

## Classements provisoires aux Championnats
Seul le top 5 de chaque championnat a l’issue du Grand Prix est présenté ici.

### MotoGP
|  | Pos. | Pilote | Points |
|  | ---- | ------ | ------ |
|  | 1    |        |        |
|  | 2    |        |        |
|  | 3    |        |        |
|  | 4    |        |        |
|  | 5    |        |        |

|  | Pos. | Constructeur | Points |
|  | ---- | ------------ | ------ |
|  | 1    |              |        |
|  | 2    |              |        |
|  | 3    |              |        |
|  | 4    |              |        |
|  | 5    |              |        |

|  | Pos. | Equipes | Points |
|  | ---- | ------- | ------ |
|  | 1    |         |        |
|  | 2    |         |        |
|  | 3    |         |        |
|  | 4    |         |        |
|  | 5    |         |        |

### Moto2
|  | Pos. | Pilote | Points |
|  | ---- | ------ | ------ |
|  | 1    |        |        |
|  | 2    |        |        |
|  | 3    |        |        |
|  | 4    |        |        |
|  | 5    |        |        |

|  | Pos. | Constructeur | Points |
|  | ---- | ------------ | ------ |
|  | 1    |              |        |
|  | 2    |              |        |

|  | Pos. | Equipes | Points |
|  | ---- | ------- | ------ |
|  | 1    |         |        |
|  | 2    |         |        |
|  | 3    |         |        |
|  | 4    |         |        |
|  | 5    |         |        |

### Moto3
|  | Pos. | Pilote | Points |
|  | ---- | ------ | ------ |
|  | 1    |        |        |
|  | 2    |        |        |
|  | 3    |        |        |
|  | 4    |        |        |
|  | 5    |        |        |

|  | Pos. | Constructeur | Points |
|  | ---- | ------------ | ------ |
|  | 1    |              |        |
|  | 2    |              |        |
|  | 3    |              |        |
|  | 4    |              |        |
|  | 5    |              |        |

|  | Pos. | Equipes | Points |
|  | ---- | ------- | ------ |
|  | 1    |         |        |
|  | 2    |         |        |
|  | 3    |         |        |
|  | 4    |         |        |
|  | 5    |         |        |